# Aldabradrongo
Der Aldabradrongo (Dicrurus aldabranus) ist eine Vogelart aus der Familie der Drongos.
Er ist endemisch auf den Seychellen auf der Insel Aldabra. Es existiert nur eine kleine Population von etwa 1.000 Individuen.
Das Verbreitungsgebiet umfasst tropische Mangroven- und Kasuarienwälder sowie dichtes Buschwerk.

## Beschreibung
Der Aldabradrongo ist etwa 23 cm groß und wiegt zwischen 40 und 53 g. Das Gefieder ist durchgehend tiefschwarz und glänzend mit gleichmäßigem dunkelblauem Glanz, auf den Flügeldecken und dem langen gegabelten Schwanz dunkler. Der hakenförmig gebogene Schnabel ist kräftig mit langen Federn am Schnabelansatz, die Iris ist dunkelrot.
Beim Jungvogel ist die Oberseite graubraun, die Unterseite blassbraun (ungewöhnlich für einen Dongo) mit dunkler Strichelung, der Schwanz ist kürzer und das Auge braun.

## Stimme
Der Ruf des Männchens wird als laut und lärmend mit sehr breitem Repertoire an Rufen und Melodien beschrieben mit drongotypischen Quiek-, Klick- und Pfeiftönen.
Die Art ist monotypisch.

## Lebensweise
Die Nahrung besteht hauptsächlich aus Insekten sowie kleinen Geckos und Eidechsen. Der Drongo jagt auch anderen Vögeln ihre Beute ab und geht während der Brutzeit aggressiv gegen Eindringlinge vor.
Die Brutzeit liegt zwischen September und November (erste Nester) und März bis Mai (letzte flügge Nachkommen).

## Gefährdungssituation
Der Bestand gilt als potentiell gefährdet (near threatened).